# فاطمة بنت أبي علي الصدفي
فاطمة بنت أبي علي الصدفي (1114/5-1193) امرأة مثقفة من أعلام الأندلس .
ولدت فاطمة، التي تسمى في بعض المصادر خديجة، في مرسية في عام 1114 أو 1115. وهي ابنة العلامة أبي علي الصدفي وزوجته ابنة موسى بن ساعدة. كانت طفلة عندما توفي والدها في معركة كتندة في عام 1120. اشتهرت بتقواها وزهدها وخطها وشغفها بالكتب وقدرتها على تلاوة القرآن والحديث.
تزوجت فاطمة من تلميذ أبيها أبي محمد عبد الله بن موسى بن برطلة، الذي كان قد عاد إلى الأندلس من أداء فريضة الحج. وأصبح أحد أبنائها، عبد الرحمن، قاضيًا في دانية. توفيت فاطمة عن عمر يناهز الثمانين عامًا (حسب التقويم الإسلامي).